# Silvia Mittermüller
Silvia Mittermüller (ur. 8 sierpnia 1983 w Monachium) – niemiecka snowboardzistka. 

## Kariera sportowa
Nie startowała na igrzyskach olimpijskich. W 2015 roku zajęła jedenaste miejsce w big air na mistrzostwach świata w Kreischbergu. Najlepsze wyniki w Pucharze Świata osiągnęła w sezonie 2015/2016, kiedy to zajęła ósme miejsce w klasyfikacji generalnej AFU, a w klasyfikacji slopestyle'u była trzecia.
W 2006 r. przerwała karierę sportową na 7 lat. Powróciła do czynnego uprawiania sportu zawodowego w sezonie 2012/2013.

## Osiągnięcia

### Mistrzostwa świata
| Miejsce | Dzień       | Rok  | Miejscowość | Konkurencja | Zwycięzca       |
| ------- | ----------- | ---- | ----------- | ----------- | --------------- |
| 32.     | 16 stycznia | 2003 | Kreischberg | Halfpipe    | Doriane Vidal   |
| 26.     | 22 stycznia | 2005 | Whistler    | Halfpipe    | Doriane Vidal   |
| DNS     | 21 stycznia | 2011 | La Molina   | Slopestyle  | Enni Rukajärvi  |
| DNS     | 18 stycznia | 2013 | Stoneham    | Slopestyle  | Spencer O’Brien |
| 14.     | 21 stycznia | 2015 | Kreischberg | Slopestyle  | Miyabi Onitsuka |
| 11.     | 24 stycznia | 2015 | Kreischberg | Big air     | Elena Könz      |

### Puchar Świata

#### Miejsca w klasyfikacji generalnej
- sezon 2000/2001:-
- sezon 2001/2002: -
- sezon 2002/2003: -
- sezon 2003/2004: -
- sezon 2004/2005: -
- sezon 2005/2006: -
  - AFU[2]
- sezon 2012/2013: 65.
- sezon 2013/2014: 82.
- sezon 2014/2015: 41.
- sezon 2015/2016: 8.

#### Miejsca na podium w zawodach
1. Tandådalen – 7 grudnia 2002 (halfpipe) – 3. miejsce
2. Szpindlerowy Młyn – 20 marca 2016 (slopestyle) – 1. miejsce